# Mir Taqi Mir
Mīr Muhammad Taqī, noto anche con lo pseudonimo di Mīr (in urdu: مِیر تقی مِیرؔ, Mīr Taqī Mīr; Agra, agosto o settembre 1723 – Lucknow, 21 settembre 1810), è stato un poeta indiano di lingua urdu.
Fu uno dei maggiori esponenti del periodo classico della letteratura urdu fiorito nella scuola di Delhi. I suoi ghazal sono ancora oggi tra i più famosi mai scritti.

## Vita
Mīr Muhammad Taqī, il cui takhallus, o nome di penna, fu Mīr, nacque nel 1723 ad Agra (la chiamarono Akbarabad nella epoca del grande impero Moghul) da una famiglia di profonda devozione religiosa. La maggior parte delle informazioni riguardanti la sua infanzia, si trovano nella prima parte della sua autobiografia, Zikr-i Mīr. Tuttavia, si dice che essa nasconda più di quanto riveli, sia perché le informazioni contenute sono prive di ordine cronologico, sia perché non spiega dettagli importanti della vita del poeta. 
La famiglia di Mīr era di origini arabe. Il nonno era un impiegato statale; il padre, Muhammad Ali, era un uomo religioso con molto seguito, e viveva come un mendicante (fakiro). Anche se morì quando Mir aveva 11 anni, la vita che condusse e l'importanza che attribuì all'amore e al valore della compassione, influirono sulla filosofia di vita del giovane poeta e sulla sua poesia. Nella sua autobiografia, che a tratti risulta un elenco dei meriti spirituali del nonno e del padre, Mīr descrive quest'ultimo come un "uomo di inusuale umiltà, [...] libero dal pregiudizio, un perfetto Sufi".
Dopo la morte del padre, Mīr si trasferisce a Delhi per cercare un lavoro. Il tesoriere dell'impero, Ṣamṣāmuddaula, gli garantisce uno stipendio di una rupia al giorno. In quel periodo il giovane Mīr, con Muḥammad Nāṣir ‘Andalīb, padre del poeta Mīr Dard, inizia frequentare gli incontri poetici presso la moschea Zīnat al-masājid. Dopo la morte del tesoriere, Mīr ritorna ad Agra, dove scrive masnavi Mu‘āmalāt-i ‘išq, che tratta di un amore non andato a buon fine, forse con riferimenti autobiografici. 
Ritornato a Delhi, vive per un certo periodo con uno degli zii materni, il famoso poeta Sirājuddīn ‘Alī Khān "Ārzū", ma dopo un litigio con questi abbandona la sua casa.
I mesi successivi sono dallo stesso Mīr definiti un breve periodo di "pazzia". Periodi di instabilità mentale ne costellarono spesso la vita, e le cause sarebbero da ricercarsi in una forma ereditaria di squilibrio mentale manifestatasi nel ramo paterno della famiglia: la Zikr-i Mīr contiene testimonianze di problemi di temperamento e di instabilità mentale sofferte dal nonno, dallo zio e anche dai due figli di Mīr.
Dopo essere guarito, Mīr torna a Delhi alla ricerca di un mecenate. Il poeta aveva il compito di essere compagno e intrattenitore del suo padrone, nonché confidente; scriveva commemorazioni, serviva come mentore poetico al suo padrone e gli dedicava anche versi di lode per le sue azioni, reali o presunte, idealizzandolo e quindi difendendone l'onore, poiché questo era anche uno dei compiti affidatogli dal padrone: migliorare la sua reputazione.
Dopo un breve periodo presso Ri‘āyat Khān, dal 1748 Mīr passò al servizio di Jāwīd Khān, e vi restò fino a quando questi fu ucciso, nel 1752. Dal 1757 fu al servizio del Rājā Nagar Mal: serviva come compagno del Rājā e, secondo alcune fonti, ne curava la sua biblioteca personale. Nel 1771, dopo molti anni trascorsi sotto il suo servizio, prese congedo dal Rājā, poiché il padrone non accettò un accordo diplomatico che Mīr aveva risolto a proprio nome.
A questo periodo di fortuna, ne succedette uno avverso: Mīr per otto anni non riuscì a trovare un impiego stabile, e dovette spesso approfittare della generosità di altri. Egli descrive le sofferenze trascorse in quattro mukhamma (stanze di cinque versi) satirici e un masnavi.
Il periodo di indigenza terminò quando, invitato dal nawab Āṣaffuddaula, Mīr si trasferì a Lucknow, dove ricevette un salario piuttosto alto. Alla la morte del nawab questo accordo fu però cancellato, e Mīr nel 1801 cominciò a vivere un nuovo periodo di indigenza, testimoniato da Mirzā ‘Alī Lutf. Egli racconta anche che i nuovi governanti del Paese, gli inglesi, non gli concessero un lavoro al Fort William College perché troppo vecchio. Scrive inoltre che anche la generazione di poeti era ormai cambiata: i nuovi poeti, prevalentemente da Delhi, avevano occupato la scena accaparrandosi i favori dei maggiori mecenati del periodo. Mīr trovò in seguito patronaggio presso alcune figure eminenti, sebbene i padroni fossero interessati principalmente alla sua presenza per aggiungere lustro alla loro reputazione.
Mīr morì nel 1810 a Lucknow, a quasi 90 anni. Ebbe due mogli: il primo matrimonio avvenne a Delhi. Da questo primo sodalizio Mīr ebbe un figlio e una figlia. Il secondo matrimonio, dal quale ebbe un unico figlio, avvenne presumibilmente appena Mīr si trasferì a Lucknow, in quanto la prima moglie era morta prima della sua partenza.

## Opere
Mīr visse nel periodo di declino della dinastia Mughal, iniziato con la morte dell'imperatore Aurangzeb e terminato nel 1803 con la conquista totale da parte degli inglesi della pianura del Gange e l'entrata nel Forte Rosso. In concomitanza con lo sgretolamento del potere imperiale e centrale, vi fu un periodo di rinascita delle corti regionali e delle loro rispettive culture. La lingua urdu, raffinata dai poeti stessi, cominciò a emergere come mezzo letterario preferito dall'élite di Delhi e andò a sostituire il persiano, la lingua ufficiale dell'Impero. Fanno parte di questo fervido periodo culturale due generazioni di poeti, fra i quali Arzu, Mīr Dard, Sauda.
Mīr, conosciuto come il "leader dei liristi" (in urdu: imām al-mutaġazzilīn), si inscrive in questo contesto, essendo il poeta più conosciuto del periodo e partecipando lui stesso alla formazione della lingua urdu. In quel periodo, la cerchia di élite dei poeti cercava di raffinare la lingua sostituendo con delle eleganti costruzioni in persiano, ciò che considerava delle rozze espressioni in hindi arcaica.
La maggior parte della fama di Mīr deriva dai suoi ghazal in lingua urdu, facilmente riconoscibili per la loro intensità e l'intrigato miscuglio di autoironia e autoaffermazione. Sebbene lo stile espressivo sia semplice, attraverso un'attenta indagine si rivela la qualità elevata e il sapiente uso del vernacolo in diversi registri che lui e i suoi colleghi poeti stavano trasformando in un raffinato mezzo letterario proprio in quel periodo. Anche i suoi masnavi in lingua urdu, nonostante non siano considerati alla stregua dei più importanti, sono interessanti per il loro stile narrativo pulito; alcuni, come il Mu‘āmalāt-i ‘išq mostrano un evidente tratto autobiografico, mentre altri sono di finzione. Scrisse anche elegie, satire, quartine e una grande quantità di versi in molti generi.
Pur avendo composto diverse opere in lingua persiana (circa cinquecento ghazal, un centinaio di rubaʿiyyat, un diwan e un masnavi), Mīr non è considerato dagli accademici un poeta persiano alla stregua di Abdul-Qādir Bēdil o Mirza Ghalib, anche se la sua poesia in persiano è ritenuta comunque affascinante e di un certo interesse. Sebbene i suoi ghazal dimostrino competenza nel campo, non sono paragonabili a quelli in urdu, dei quali spesso erano semplici traduzioni. 
Un anno dopo la morte di Mīr fu pubblicata a Calcutta la sua Kulliyāt, che comprende sei diwan lirici, delle qaṣīda e dei masnavi. Non scrisse mai prosa in urdu, ma in persiano. Soprattutto nell'India settentrionale era abitudine della cerchia di letterati indo-persiani, relegare la poesia solamente alla lingua urdu, concentrando le opere accademiche e di contenuto serio in prosa nelle composizioni in persiano. Mīr scrisse in questa lingua una tazkira, Nikāt aš-šu ‘arā, "L'elegante scopo dei poeti", completata nel giugno 1752, che tratta di tutti i poeti di rekhta (cioè di lingua urdu) esistiti fino ad allora. Quello che lui stesso dichiara essere il primo dizionario di poeti, comprende brevi note su 103 poeti, in ordine cronologico, accompagnati ognuno da dei versi selezionati. La lunghezza delle note e la quantità di versi citati dipendono, oltre che dall'importanza e dalla fama di ogni poeta, anche dall'opinione che ne aveva Mīr stesso.
Il masnavi Ajgarnāma, "Il libro del dragone", mostra che generalmente l'opinione sui suoi colleghi poeti non era positiva, al contrario dell'autostima che nutriva per sé stesso. Se nella Nikāt aš-šu ‘arā riporta in modo quasi oggettivo un elenco di poeti, in questa opera mostra quale fosse la sua vera opinione sugli altri: Mīr dipinge sé stesso come un dragone che può facilmente inghiottire i vermi e i piccoli insetti che immagina come poeti.
La sua autobiografia Zikr-i Mīr, completata nel 1788 in persiano, dà una chiara idea delle difficoltà incontrate dal poeta nel corso della sua vita. I critici sono divisi nel valutare quest'opera, considerata da alcuni un esempio di egoismo, mancanza di sentimenti e irascibilità; altri invece attribuiscono il suo successo proprio a queste caratteristiche, ritenendo i suoi versi permeati da forte sensibilità e da un costante sentimento di malinconia.

## Temi
Il filo conduttore e la fonte di ispirazione delle opere di Mīr è, come riconosce anche lui stesso, la malinconia. I temi trattati da Mīr sono vari, e spesso ispirati a quelli che si trovano nella poesia persiana; attraverso diversi elementi letterari egli riflette sulla transitorietà della bellezza. La rosa, che non esiste in India ma è usata dai poeti persiani, viene utilizzata come metafora per esprimere questa idea:
کلی نے یہ سن کر تبسم کیا»
Il bocciolo udì la mia domanda e sorrise»
(Mīr Taqī Mīr)
Il sorridere, ovvero l'apertura del bocciolo è l'inizio del suo appassire. Fu di ispirazione per Mīr anche l'idea tradizionale del nido che viene bruciato dal fulmine, popolare nella cultura poetica indo-persiana e in particolar modo presso Hafez. Altro elemento spesso presente nella poesia persiana e urdu è la combinazione della coppa di vino e dell'ubriaco:
ho visto il suo occhio ubriaco!
Quando mi risvegliai al mattino,
una coppa di vino era davanti a me.»
(Mīr Taqī Mīr)
I pensieri di Mīr si concentrano principalmente intorno all'idea dell'amore e delle sue manifestazioni. Ralph Russell e Khurshidul Islam hanno analizzato come i versi di Mīr siano pregni sia di speranza che di disillusione, attrazione magica e sentimenti di avvizzimento combinati tra di loro. Mentre Saudā, contemporaneo e collega di Mīr, descrive lo stato pietoso in cui versa Delhi dopo la sua distruzione, ad opera dell'esercito persiano, nel genere conosciuto come šahrāšūb ("ciò che porta frastuono nella città"), Mīr vive questa condizione deplorevole come riflesso della sua condizione interiore. Si lamenta, infatti, che "è molto difficile essere un essere umano" e considera il cuore come una goccia di sangue che deve sopportare le sofferenze del mondo intero.
Ammettendo lui stesso di provenire da un ambiente sufi, usa i simboli propri del sufismo, come la rosa, per lodare le manifestazioni divine, con uno stile simile a quello di Mīr Dard, suo contemporaneo:
O allo specchio, in ogni luogo vedo il Tuo viso.»
(Mīr Taqī Mīr)
Vede la morte come unico modo per raggiungere l'unione con il Divino: si trova spesso anche il riferimento alla polvere, unica condizione in cui la dualità sarà estinta.
Il suo uso della lingua riflette il messaggio che i suoi testi veicolano: evitando artifici retorici, dona limpidezza e semplicità ai versi, facendoli sembrare conversazione più che poesia. Destinatari dei suoi messaggi sono le persone semplici, e per raggiungere questo scopo usa espedienti della poesia popolare, come le ripetizioni, l'accumulo di sillabe lunghe, rendendo i ghazal più vicini alla metrica hindi delle gīt ("canzoni"). L'insieme di malinconia e ripetizioni è visibile nei suoi masnavi, il cui finale tragico (per esempio di Mu‘āmalāt-i ‘išq) ricorda le storie popolari panjabi e sindhi, che cominciano spesso con una lunga catena di ripetizioni. Ad esempio, l'inizio di Šu‘la-yi ‘išq ("La fiamma dell'amore") ripete la parola "maḥabbat", cioè "amore", in ogni emistichio per diciassette versi. Nell'insieme, i versi di Mīr esprimono il generale stato d'animo di un vagabondo solitario in un periodo storico di cambiamento e confusione, che coincide con il tramonto dell'impero Mughal.